# Умдат ад-Даула
Абу Исхак Ибрагим, также известный под своим лакабом Умдат ад-Даула (дословно — «Опора царства»; 21 сентября 953, Басра — 994/95), — ирано-иракский политик и военачальник. Сын буидского эмира Ирака Ахмеда ибн Бувейха. В 973/74 году занимался обороной Багдада после неудачной наступательной кампании своего брата и наступления со стороны Хамданидов. В том же году отказался от предложения тюркского военачальника Себуктегина занять пост эмира вместо своего брата, был бит, но после принимал участие в освобождении Багдада, за что получил от халифа аль-Мути Лиллаха прозвище «Рукн ад-Даула» (дословно — «Защитник царства»). В благодарность за отказ следовать за тюрками брат в дальнейшем назначил Абу Исхака амилем Ахваза.

## Биография

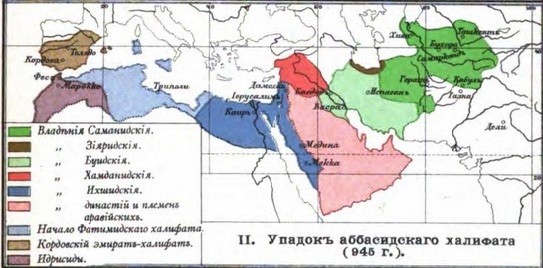
Арабский мир, 946 год. Карта авторства А. Е. Крымского.

Абу Исхак Ибрагим родился в семье Буида Ахмеда ибн Бувейха, также известного под своим лакабом Муизз ад-Даула, 9 Джумада аль-уля 342 года хиджры или 21 сентября 953 года в Басре, Ирак. Его матерью была дочь Испахдоста, командира дейлемитского происхождения. Кроме него в семье было четыре мальчика, которые получили имена Бахтияр, Хабаши, Марзубан и Абу Тахир, и сестра по имени Зубейда. В 344 году хиджры (955/56) Бахтияр получил должность вали Омана. 16 марта 967 года Ахмед ибн Бувейх скончался, оставив трон буидского государства старшему сыну Бахтияру, принявшему имя Изз ад-Даула. 6 лет спустя, в 362 году хиджры (973), Абу Исхак Ибрагим получил от халифа Аббасидов аль-Мути Лиллаха почётное прозвище Умдат ад-Даула, что переводится как «Опора царства».
Годом позднее, в 363 году хиджры (973/74), тюркский военачальник по имени Себуктегин вместе с эмиром Изз ад-Даулой начали кампанию против властителя династии Хамданидов Абу Таглиба. Противнику удалось обойти их армию с фланга и направиться в направлении Багдада. Тогда Абу Исхак вместе со своей матерью, аббасидским халифом аль-Мутти Лиллахом, всеми женщинами и детьми укрепился в замке, построенным Ахмедом ибн Бувейхом у ворот аш-Шаммасийя. Абу Исхаку удалось соорудить мост через реку Тигр. После этого он перебрался через него с отрядом, который якобы должен был дать бой за Багдада, прикрывая отход халифа, однако в реальности он этого делать не собирался, а лишь хотел продержаться до подхода сил Себуктегина. Однако ещё до последних на место явился визирь Буидов Насир ад-Даула. Тем временем в покинутых районах Багдада начались беспорядки. Воспользовавшись отсутствием руководства люди схватились за оружие и стали сводить старые счёты. Знать бежала в сторону халифа, оставляя в покинутых им районах Багдада лишь бедняков. Себуктегину удалось вернуться, и расположить свою армию в Аване, что располагалась напротив Укбары. Абу Таглиб расположился на расстоянии половины фарсаха. Произошёл небольшой бой, после которого Хамданиды предпочли отступить и заключить мир.
Несколько месяцев спустя, недовольный финансовыми трудностями и пытающийся их решить Изз ад-Даула принял решение забрать денежные средства у тюрков из Хузестана, значительная часть из которых находилась под влиянием Себуктегина. От отстранил последнего от должности. После этого Изз ад-Даула направил Абу Исхаку и матери сообщение о том, что по прибытии тюркских гонцов те должны были сообщить о его неожиданной смерти. Непрочный план полностью провалился, когда гонцы, не удовлетворившись объяснениями родственников, собрали собственные сведения о причинах произошедшего и о том, что конкретно было в Хузестане. Тогда Себуктегин вернулся в Багдад и, собрав местных тюрок, рассказал о несправедливом обращении власти с их собратьями. Бойцы предложили тому самому принять титул эмира и поклялись ему в верности. Первоначально Себуктегин отказался от такой чести и направил посла к Удмат ад-Дауле с сообщением о непреодолимом расколе между его братом и им и о том, что армия перешла на его сторону. Он предложил Абу Исхаку титул эмира буидского Ирака. Он заверял о полной верности тюрок к нему, о готовности переманить даже дейлемитов на сторону Абу Исхака и даже управлять страной до тех пор, пока ситуация полностью не стабилизируется, взяв на себя ответственность за всё происходящее. Первоначально Абу Исхак принял это предложение. Он заявил, что его брат должен остаться в живых и либо жить в своём доме, либо направиться к двору дяди Хасана, известного под лакабом Рукн ад-Даула. После Абу Исхак посетил мать, которая, выслушав сына, стала его уговаривать отказаться от мятежа из-за опасений, что кто-то из братьев может погибнуть. После прибыли дейлемиты, которые заявили о верности и готовности сразиться против тюрок. Тогда женщина вооружила последних и на следующее утро тюркский военачальник с удивлением узнал об аннулировании соглашения.
Себуктегин не стал сдаваться Абу Исхаку и дейлемитам, а начал гражданскую. войну, осадив дворец в пятницу, 31 июля 974 года. Осада продолжалась два дня. На третий же Себуктегин поджёг здание, и находящиеся внутри капитулировали. Себуктегин не растерял своей милости, а также чести и достоинства, в связи с чем согласился отпустить женщин и детей, а также сдавшихся командиров в Васит. Простые дейлемиты же бежали к Изз ад-Дауле на плотах, а одна из групп перешла на сторону тюрков. Попытавшегося бежать аль-Мути Лиллаха тюрки перехватили и поместили под домашний арест, после чего стали расхищать имущество дейлемитов и освобождать своих женщин от них. Багдадские сунниты поддержали тюрков, подняв восстание в их пользу, и Себуктегин, щедро одарив их, получил новую мощную армию.
Помощь к Абу Исхаку и его семье пришла из Фарса, властитель которого, Адуд ад-Даула, двоюродный брат Абу Исхака и Изз ад-Даулы, прибыл в Ирак. В 974 году вместе с братьями он направился в сторону аль-Мадаина, а в следующем году нанёс мятежникам решительное поражение. За активное участие в командовании армии Абу Исхак получил ещё одно прозвище, «Рукн ад-Даула», то есть «Защитник царства». В том же 364 году хиджры (975/76) Изз ад-Даула назначил своего брата Абу Исхака амилем Ахваза в связи с тем, что предыдущий амиль проштрафился на посту, а также желая отблагодарить брата за то, что он остался с матерью на его стороне во время мятежа.
Скончался в 994/95 году.